# Diseño robusto

## Introducción
Método de la ingeniería de calidad ideado por Genichi Taguchi a principios del año 52. En vez de reducir las variaciones del proceso de producción (comprando mejor maquinaria, aumentando su mantenimiento, etc.) se centrará en la fase de diseño de un producto, de manera que sea insensible a las fuentes de variabilidad, es decir, robusto. Generalmente este enfoque para mejorar la calidad será considerablemente más económico. Además buscará siempre sobrepasar las expectativas del cliente para dar importancia a aquellos parámetros que le interesen el cliente y ahorrarse dinero en otros que no le interesen. 
Es necesario determinar las causas que pueden provocar variaciones en un proceso ya que además determinan la capacidad (formas de procesar las piezas, calidad de la materia prima, mantenimiento, etc.), no perder de vista las causas del entorno donde se fabrica el producto (componentes humanos, condiciones ambientales ) y estar atentos a los distintos parámetros interno del producto ( deterioros, envejecimientos, etc. ).
Estas causas o factores que afectan al producto son los factores de ruido o de distorsión y los factores de control.
Una vez determinadas estas causas y obtenidos los factores de control, se diseña un nuevo producto cuyas propiedades se vean menos afectadas por estos factores de variabilidad.

## El problema de Genichi Taguchi: cómo surge la idea del diseño robusto
Para entender las bases del diseño robusto se expondrá el problema que hizo a Genichi Taguchi plantearse esta nueva vía en la ingeniería de calidad:
En 1953 la compañía japonesa Ina Tile Company había adquirido un horno por un valor de 2M$. Pese a la elevada inversión, las tejas obtenidas no cumplían con las tolerancias dimensionales requeridas. Después de realizar varios estudios se pudo determinar que la variación en las dimensiones se debía a que la temperatura no se distribuía uniformemente dentro del horno, por la propia geometría de este último y por el apantallamiento que se producía entre las tejas.
Las primeras soluciones que se propusieron fueron:
- Modificar el horno para obtener una temperatura uniforme. Se estimó que costaría sobre 0,5M$.
- Desechar el producto que no cumpliese con las tolerancias. Sin embargo esto requeriría medir la totalidad de las tejas producidas, ralentizando considerablemente el proceso.
Ante estos problemas, la idea de Genichi Taguchi fue la de buscar los parámetros que permitirían al producto ser insensible a estas variaciones de temperatura. Tras varios ensayos se pudo determinar que esto se conseguiría aumentando entre un 1% a un 5% la cantidad de cal en la arcilla.

## Diseño de parámetros
Consiste en una estrategia de experimentación durante la etapa de diseño mediante la que se determinan los niveles de los factores de diseño que permiten obtener productos con la menor variabilidad posible y con sus características de calidad lo más cercanas al valor nominal deseado. Los factores que estudiaremos durante esta etapa de experimentación serán los factores de control y los factores de ruido definidos anteriormente. Tras el estudio concluiremos que es posible conseguir una mejora en la variabilidad del proceso si se da uno de estos dos casos:

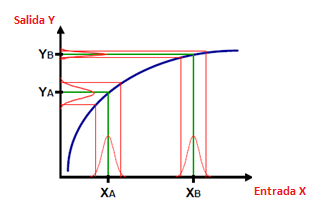
Gráfico de respuesta no lineal

- Existen interacciones entre los factores de control y los de ruido (implicaría que es posible reducir el efecto producido por el ruido sobre los productos finales modificando los factores de control). Esta condición se detectara utilizando experimentos factoriales.
- La relación obtenida entre los factores de control y la respuesta no es lineal (implica que la forma en que se transmite la variabilidad entre los factores y el producto final dependerá del nivel en el que tengamos estos factores, si fuera lineal la transmisión sería igual para todos los niveles). Para detectarlo será necesario el uso de diseños factoriales de tres o más niveles.
Los dos casos que hemos explicado anteriormente podremos detectarlos experimentando con una matriz de diseño adecuada con la que estimaremos un modelo del tipo:
```
Y= β0 + Σ βi·Xi + Σ βij·Xi·Xj + Σ βk·Zk + Σ βkl·Zk·Zl + Σ βik·Xi·Zk + ε
```

A partir de los efectos significativos βik podremos seleccionar los factores de control Xi para conseguir mayor robustez frente a los factores de ruido Zk
Cuando los factores de control Xi sean significativos y no interaccionen con los factores de ruido podremos llevar sus respuestas a un valor nominal.
Conocer la significación de los efectos de los factores de ruido (βk) puede ser útil para replantear un nuevo diseño del producto.
Existen tres formas para obtener los valores de los factores significativos que optimicen el proceso:
- Diseñar por separado las matrices para los factores de control y para los factores ruido y cruzar las dos para dar lugar a una matriz producto. Cabe destacar que esta opción es la más sencilla y la que cuenta con mayor aceptación en la industria.
- Realizar un diseño fraccional de resolución V con todos los factores de control y ruido estudiados conjuntamente.
- Seleccionar diseños especiales de resolución IV que no confundan las interacciones a estudio.
Robusto significa grande

## Lecturas de interés
- Taguchi's Quality Engineering Handbook: por Taguchi, Genichi; Chowdhury, Subir; Wu, Yuin
- Robust Engineering: Learn How to Boost Quality While Reducing Costs & Time to Market: por Taguchi, Genichi; Chowdhury, M Subir; Chowdhury, Subir
- Quality Engineering in Production Systems: por Taguchi, Genichi; Hsiang, Thomas; Elsayed, Elsayed A.
- Diseño robusto utilizando los métodos de Taguchi: por Wu, Yuin y Wu, Alan

- Datos: Q5808427